# The Human Factor
The Human Factor es el cuarto álbum de estudio de la banda estadounidense de heavy metal Metal Church, publicado en 1991 por Epic Records. Este fue el primero y único trabajo de la agrupación con mencionado sello discográfico. A pesar de que logró críticas favorables de la prensa especializada, el álbum no ingresó en la principal lista musical estadounidense.

## Comentarios de la crítica
The Human Factor recibió críticas favorables de la prensa especializada. Alex Henderson de Allmusic mencionó que «gran parte de su escritura es sustancial» y «aborda temas sociales y políticos con resultados inspiradores». Además, afirmó que el disco muestra que «Metal Church era una banda emocionante, y ciertamente una de sustancia». Janiss Garza de Entertainment Weekly indicó que el grupo usa riffs gruesos y gritos espeluznantes para criticar problemas tan terrenales como la deuda de los consumidores fuera de control («Date With Poverty») y los liberales que queman banderas («The Final Word»), mientras que su música es todo menos conservador.
El crítico canadiense Martin Popoff lo calificó con una puntuación de diez sobre diez y lo consideró como la obra maestra de la banda y puso a Metal Church a la par con Megadeth como la «perfección del metal personificada». A su vez, elogió la madurez y la sensibilidad de las letras, la producción de Mark Dodson, la interpretación de Mike Howe y definió las canciones como «infecciosas e imparables sin excepción». Por su parte, Götz Kühnemund de Rock Hard lo comparó con el álbum debut; indicó que «sonaba más redondo y enérgico» que Blessing in Disguise y alabó la calidad de los músicos, en especial a Mike Howe. En 2005, la misma revista lo posicionó en el puesto 447 en su libro Los 500 álbumes de rock y metal más grandes de todos los tiempos.

## Lista de canciones
| N.º | Título              | Escritor(es)                                      | Duración |  |
| 1.  | «The Human Factor»  | Mike Howe, Kurdt Vanderhoof                       | 5:00     |  |
| 2.  | «Date With Poverty» | Howe, Vanderhoof                                  | 5:20     |  |
| 3.  | «The Final Word»    | Howe, Vanderhoof                                  | 6:00     |  |
| 4.  | «In Mourning»       | Howe, Vanderhoof, John Marshall, Craig Wells      | 6:00     |  |
| 5.  | «In Harm's Way»     | Marshall, Vanderhoof                              | 7:00     |  |
| 6.  | «In Due Time»       | Howe, Marshall, Vanderhoof, Wells, Kirk Arrington | 4:04     |  |
| 7.  | «Agent Green»       | Howe, Vanderhoof                                  | 5:58     |  |
| 8.  | «Flee from Reality» | Howe, Marshall, Wells                             | 4:13     |  |
| 9.  | «Betrayed»          | Howe, Vanderhoof                                  | 4:32     |  |
| 10. | «The Fight Song»    | Howe, Marshall, Wells, Arrington, Duke Erickson   | 3:24     |  |

## Músicos
- Mike Howe: voz
- John Marshall: guitarra
- Craig Wells: guitarra
- Duke Erickson: bajo
- Kirk Arrington: batería